# Rosamunde Pilcher
Rosamunde Pilcher, nata Rosamunde Scott (Lelant, 22 settembre 1924 – Dundee, 6 febbraio 2019), è stata una scrittrice britannica autrice di romanzi sentimentali ambientati nelle isole britanniche, da cui sono stati tratti numerosissimi film televisivi.

## Biografia
Nata in Cornovaglia, Rosamunde Scott, dopo aver sposato, nel dicembre del 1946, Graham Hope Pilcher, prese il cognome Pilcher con cui è conosciuta in tutto il mondo.
Nel 1949 pubblicò i suoi primi dieci racconti sotto il nome di Jane Fraser. Nel 1955 venne pubblicato A Secret To Tell, suo primo romanzo firmato come Rosamunde Pilcher. Da allora usò sempre più sporadicamente lo pseudonimo Jane Fraser, fino al 1963, quando lo mise definitivamente da parte.
I suoi lavori sono molto popolari in Germania, dove dal 1993 al 2010 sono stati trasposti in oltre 80 film televisivi.
Nel 2000 scrisse il suo ultimo romanzo, Winter Solstice (Solstizio d'inverno). Nel 2002 ricevette dalla Regina Elisabetta II il riconoscimento O.B.E. (Officer of the Order of British Empire).
Rosamunde Pilcher è morta il 6 febbraio 2019 a Dundee, in Scozia, a seguito di un infarto all'età di 94 anni. L'annuncio del decesso è stato dato dal figlio Robin.

## Opere

### Romanzi

#### Come Jane Fraser
| Anno | Titolo               | Editore            | Note |
| ---- | -------------------- | ------------------ | ---- |
| 1949 | Half-Way To The Moon | Springer/Macmillan |      |
| 1951 | The Brown Fields     | Springer/Macmillan |      |
| 1951 | Dangerous Intruder   | Springer/Macmillan |      |
| 1952 | Young Bar            | Springer/Macmillan |      |
| 1953 | A Day Like Spring    | Springer/Macmillan |      |
| 1954 | Dear Tom             | Springer/Macmillan |      |
| 1956 | Bridge of Corvie     | Springer/Macmillan |      |
| 1958 | A Family Affair      | Springer/Macmillan |      |
| 1963 | The Keeper's House   | Springer/Macmillan |      |
| 1963 | A Long Way from Home | Springer/Macmillan |      |

#### Come Rosamunde Pilcher
| Anno | Titolo EN            | Editore              | Anno | Titolo ITA                        | Editore   |
| ---- | -------------------- | -------------------- | ---- | --------------------------------- | --------- |
| 1955 | A Secret to Tell     | Springer / Macmillan |      |                                   |           |
| 1965 | On My Own            | Springer / Macmillan |      |                                   |           |
| 1967 | Sleeping Tiger       | Springer/Macmillan   | 1991 | La tigre che dorme                | Mondadori |
| 1969 | Another View         | Springer/Macmillan   | 1993 | Autoritratto                      | Mondadori |
| 1971 | The End of Summer    | Springer/Macmillan   | 1994 | I giorni dell'estate              | Mondadori |
| 1972 | Snow in April        | Springer/Macmillan   | 2016 | Neve d'aprile                     | Mondadori |
| 1973 | The Empty House      | Springer/Macmillan   | 1993 | La casa vuota                     | Mondadori |
| 1975 | The Day of the Storm | Springer/Macmillan   | 1994 | Il giorno della tempesta          | Mondadori |
| 1976 | Under Gemini         | Springer/Macmillan   | 2002 | Sotto il segno dei gemelli        | Mondadori |
| 1978 | Wild Mountain Thyme  | Springer/Macmillan   | 1994 | Profumo di timo                   | Mondadori |
| 1982 | The Carousel         | Springer/Macmillan   | 1995 | Le bianche dune della Cornovaglia | Mondadori |
| 1984 | Voices in Summer     | Springer/Macmillan   | 1994 | Voci d'estate                     | Mondadori |
| 1988 | The Shell Seekers    | Springer/Macmillan   | 1996 | I cercatori di conchiglie         | Mondadori |
| 1990 | September            | Springer/Macmillan   | 1996 | Settembre                         | Mondadori |
| 1994 | The White Birds      |                      |      |                                   |           |
| 1995 | Coming Home          |                      | 1996 | Ritorno a casa                    | Mondadori |
| 1996 | The Key              |                      |      |                                   |           |
| 1999 | Shadows              |                      |      |                                   |           |
| 2000 | Winter Solstice      |                      | 2002 | Solstizio d'inverno               | Mondadori |

### Raccolte
- La camera azzurra (The Blue Bedroom and Other Stories) (1985)
- Fiori nella pioggia (Flowers in the Rain: And Other Stories) (1991)
- The Blackberry Day: And Other Stories (1992)
- World of Rosamunde Pilcher (1995)
- Christmas with Rosamunde Pilcher (1998)

## Film TV
Sono stati realizzati 157 film televisivi ispirati ai romanzi dell'autrice.
Elenco parziale:
- Rosamunde Pilcher - I cercatori di conchiglie (1989)
- Rosamunde Pilcher - I giorni della tempesta (1993)
- Rosamunde Pilcher -
- Rosamunde Pilcher - Profumo di Timo (1994)
- Rosamunde Pilcher - Sotto il segno dei gemelli (1995)
- Rosamunde Pilcher - I giorni dell'estate (1995)
- Rosamunde Pilcher - La casa vuota (1995)
- Rosamunde Pilcher - La tigre che dorme (1995)
- Rosamunde Pilcher - Autoritratto (1996)
- Rosamunde Pilcher - Un thé col professore (1996)
- Rosamunde Pilcher - Il natale della signorina Camerun (1996)
- Rosamunde Pilcher - Neve d'aprile (1996)
- Rosamunde Pilcher - Il segreto di Pandora (1996)
- Rosamunde Pilcher - Toby (1997)
- Rosamunde Pilcher - Il giorno delle more (1997)
- Rosamaria Pilcher - Christabel (1997)
- Rosamunde Pilcher - La chiave della felicità (1997)
- Rosamunde Pilcher - Seconda chance (1997)
- Rosamunde Pilcher - Il prezzo dell'amore (1998)
- Rosamunde Pilcher - Coming home (1998)
- Rosamunde Pilcher - Dove si trova il paradiso (1998)
- Rosamunde Pilcher - La camera azzurra (1998)
- Rosamunde Pilcher - Una rosa dal passato (1999)
- Rosamunde Pilcher - Nancherrow (1999)
- Rosamunde Pilcher - I migliori anni della nostra vita (1999)
- Rosamunde Pilcher - All'improvviso l'amore (1999)
- Rosamunde Pilcher - Le strade dell'amore (2000)
- Rosamunde Pilcher - L'eredità (2000)
- Rosamunde Pilcher - Amita (2000)
- Rosamunde Pilcher - Una luce dal fuoco (2000)
- Rosamunde Pilcher - Rose a Kerrymore (2001)
- Rosamunde Pilcher - Tornare ad amare (2001)
- Rosamunde Pilcher - Un compleanno da ricordare (2001)
- Rosamunde Pilcher - Fiori nella pioggia (2001)
- Rosamunde Pilcher - Verità nascosta (2002)
- Rosamunde Pilcher - Al cuore non si comanda (2002)
- Rosamunde Pilcher - Il più bel regalo (2002)
- Rosamunde Pilcher - Gli occhi dell'amore (2002)
- Rosamunde Pilcher - Il contratto (2002)
- Rosamunde Pilcher - Un grande amore (2003)
- Rosamunde Pilcher - Ieri, oggi e... per sempre (2003)
- Rosamunde Pilcher - Incomprensioni (2003)
- Rosamunde Pilcher - La cugina Dorotea (2003)
- Rosamunde Pilcher - La casa dei ricordi (2004)
- Rosamunde Pilcher - Il testamento (2005)
- Rosamunde Pilcher - La regina delle orchidee (2005)
- Rosamunde Pilcher - Sopra le nuvole (2005)
- Rosamunde Pilcher - Solstizio d'estate (2005)
- Rosamunde Pilcher - Solstizio d'estate (2005)
- Rosamunde Pilcher - L'amore della sua vita (2006)
- Rosamunde Pilcher - I cercatori di conchiglie (2006)
- Rosamunde Pilcher - Una dolce melodia (2008)
- Rosamunde Pilcher - Sotto il segno del drago (2008)
- Rosamunde Pilcher - Cuori nel vento (2008)
- Rosamunde Pilcher - L'arco di cupido (2008)
- Rosamunde Pilcher - La traccia nel cuore (2009)
- Rosamunde Pilcher - Le due verità di Davide (2009)
- Rosamunde Pilcher - Decisione del cuore (2009)
- Rosamunde Pilcher - Il sapore del passato (2009)
- Rosamunde Pilcher - Il cottage di zia Clara (2009)
- Rosamunde Pilcher - La rosa più bella (2009)
- Rosamunde Pilcher - I lord non mentono (2010)
- Rosamunde Pilcher - Le ali dell'amore (2010)
- Rosamunde Pilcher - Un amore quasi impossibile (2010)
- Rosamunde Pilcher - Ovunque tu andrai (2010)
- Rosamunde Pilcher - Ovunque tu andrai (2010)
- Rosamunde Pilcher  - Un amore all'orizzonte (2010)
- Rosamunde Pilcher - Un amore quasi impossibile (2010)
- Rosamunde Pilcher - Quando il cuore si spezza (2010)
- Rosamunde Pilcher - La figlia ritrovata (2011)
- Rosamunde Pilcher - La figlia ritrovata (2011)
- Rosamunde Pilcher - Il castello dei miracoli (2011)
- Rosamunde Pilcher - Le ragioni del cuore (2011)
- Rosamunde Pilcher - La figlia ritrovata (2011)
- Rosamunde Pilcher - Un'estate rubata (2011)
- Rosamunde Pilcher - Equivoci e segreti (2011)
- Rosamunde Pilcher - Quattro stagioni: Estate (2011)
- Rosamunde Pilcher - Quattro stagioni: Autunno (2011)
- Rosamunde Pilcher - Quattro stagioni: Inverno (2011)
- Rosamunde Pilcher -  Quattro stagioni: Primavera (2011)
- Rosamunde Pilcher - La donna sulla scogliera (2012)
- Rosamunde Pilcher - L'altra moglie (2012)
- Rosamunde Pilcher - Alla ricerca della felicità (2012)
- Rosamunde Pilcher - Una storia complicata (2013)
- Rosamunde Pilcher - Le onde del passato (2013)
- Rosamunde Pilcher - Un mistero del passato (2013)
- Rosamunde Pilcher - La vendetta di Evita (2013)
- Rosamunde Pilcher - Il castello incantato (2013)
- Rosamunde Pilcher - La sposa indiana (2014)
- Rosamunde Pilcher - Una causa persa (2014)
- Rosamunde Pilcher - Scherzi del destino (2014)
- Rosamunde Pilcher - Ghostwriter (2015)
- Rosamunde Pilcher - Vicini inaspettati (2016)
- Rosamunde Pilcher - Un amore che ritorna (2016)
- Rosamunde Pilcher - La lettera (2016)
- Rosamunde Pilcher - Il mio angelo custode (2016)
- Rosamunde Pilcher - Segreti tra amici (2017)
- Rosamunde Pilcher - Il fantasma di Cassley (2017)
- Rosamunde Pilcher - Incontro con il destino (2017)
- Rosamunde Pilcher - L'eredità di nostro padre (2018)
- Rosamunde Pilcher - Va dove ti porta il cuore (2018)
- Rosamunde Pilcher - La promessa (2018)
- Rosamunde Pilcher - Cuori nella tempesta (2019)
- Rosamunde Pilcher - Leggende e magia (2019)
- Rosamunde Pilcher - La scrittrice scomparsa e l'amore (2019)
- Rosamunde Pilcher - Of tea and love (2020)
- Rosamunde Pilcher - Tutto può cambiare (2020)
- Rosamunde Pilcher - Eredità contesa (2020)
- Rosamunde Pilcher - Come stregata (2021)
- Rosamunde Pilcher - La stoffa di cui sono fatti i sogni (2021)
- Rosamunde Pilcher - Quattro palloncini ed un funerale (2022)